# Coryanthes verrucolineata
Coryanthes verrucolineata là một loài lan.

## Hình ảnh

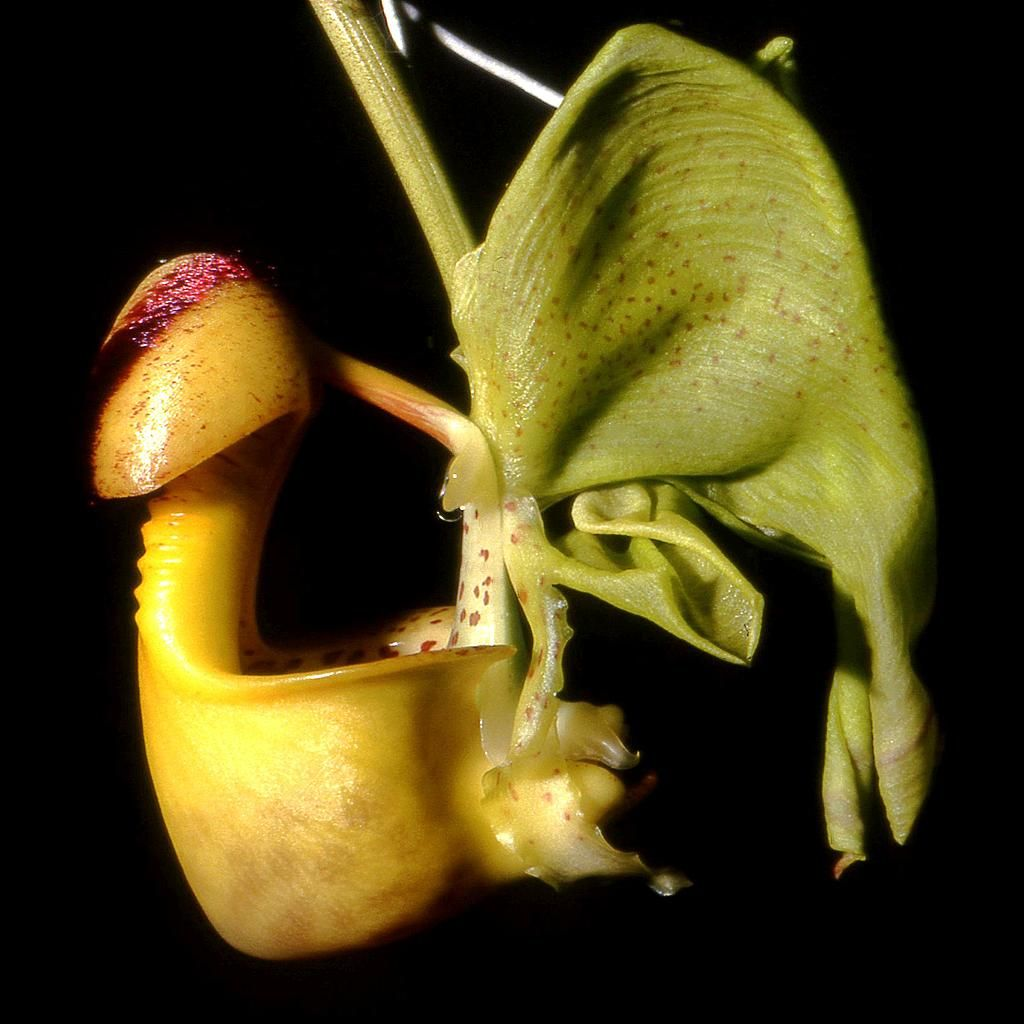
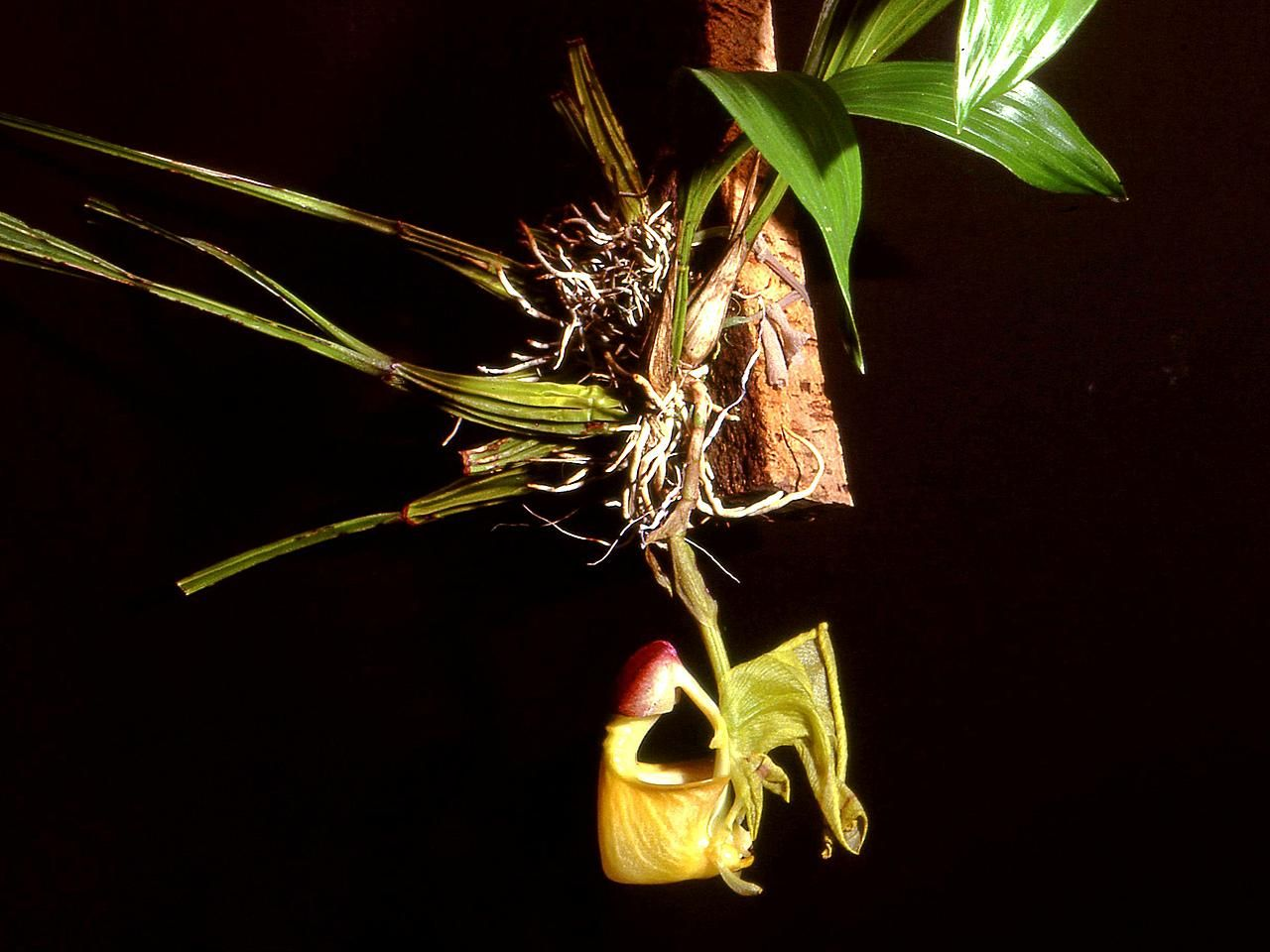
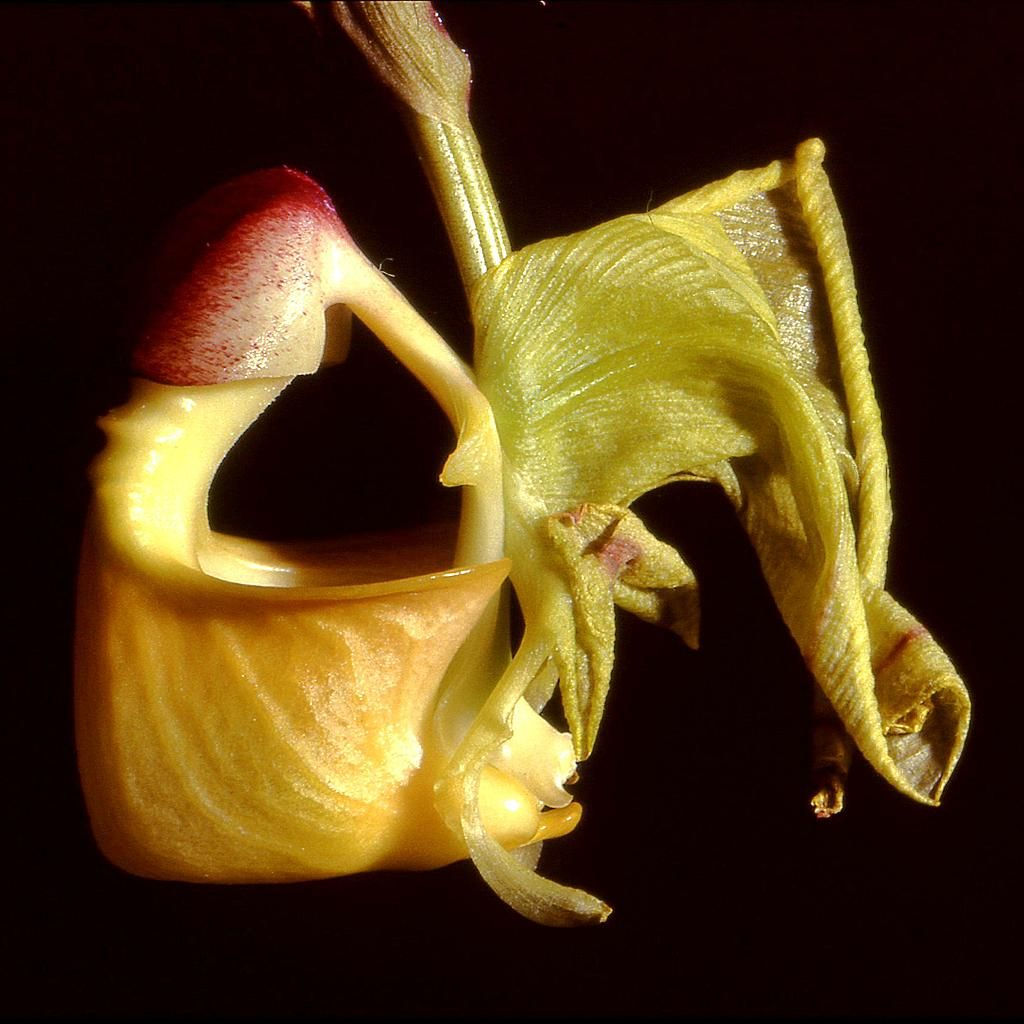